# Gulbene (stad)
Gulbene (Duits: Schwanenburg) is een stad in Noordoost-Letland. In de stad wonen ongeveer tienduizend mensen.